# Yamunanagar
Yamunanagar est une ville d'Inde ayant en 2011 une population de 216 628 habitants.